# Єзерський Володимир Іванович
Володи́мир Іва́нович Єзе́рський (нар. 15 листопада 1976, Львів) — колишній український футболіст, захисник. Виступав за збірну України. Нині — футбольний тренер.

## Біографія
Навчався в СЗШ № 23 Львова. Футболом серйозно почав цікавитися після телетрансляцій чемпіонату світу 1986 з Мексики. У дитинстві відвідував боксерську школу, закінчив футбольну ДЮСШ СКА (Львів). Один сезон грав у любительському клубі «Добросин» у чемпіонаті Львівської області.
Першою професіональною командою був «Гарай» з Жовкви. Із сезону 1997/98 Єзерський виступав два роки у львівських «Карпатах», у складі яких 1998 р. здобув «бронзу» чемпіонату України. 15 червня 1998 р. дебютував у національній збірній (товариська гра з Польщею).
Захисника помітили тренери столичного «Динамо», але місце в першому складі йому здобути не вдалося. Після короткого періоду гри в оренді за «Кривбас» Володимир Єзерський перейшов до «Дніпра». У Дніпропетровську він грав переважно у центрі оборони, але тренери збірної часто використовували Володимира і на правому фланзі. Він не такий швидкий, яким мав би бути класичний бічний оборонець, тому мало підключається до атак, зате в обороні діє бездоганно.
Влітку 2007 року перейшов до донецького «Шахтаря», взамін донеччани крім 7,5 млн гривень віддали до Дніпра нападника Андрія Воробея. Проте заграти в основному складі «Шахтаря» Володимиру не вдалося, тому на початку 2010 року він був відданий в оренду до луганської «Зорі», а по завершенню чемпіонату підписав з луганчанами повноцінний контракт на 1 рік.
11 червня 2011 року Єзерський перейшов до сімферопольської «Таврії», де незабаром став капітаном та одним лідерів кримчан.
1 липня 2013 року залишив розташування клубу після закінчення контракту, який не продовжили за згодою сторін, а вже в середині місяця підписав однорічний контракт з ужгородською «Говерлою»..

### Збірна
За національну команду дебютував 15 липня 1998 року в матчі зі збірною Польщі. Всього зіграв 39 матчів і забив два голи (в 2006 р. — Лівії та Фарерським островам. Обидва після кутових).
Входив до складу збірної на чемпіонаті світу 2006 і за досягнення високих спортивних результатів на турнірі був нагороджений орденом «За мужність» III ступеня.

## Досягнення
- Чемпіон України: 1999, 2000, 2008, 2010
- Віце-чемпіон України: 2009
- Бронзовий призер чемпіонату України: 1998, 2000, 2001, 2004
- Володар Кубка України: 1999, 2008
- Фіналіст Кубка України: 2000, 2004, 2009
- Володар Суперкубка України: 2008
- Учасник Суперкубка України: 2007
- Володар Кубка УЄФА: 2009
- Фіналіст Суперкубка УЄФА: 2009
- Чвертьфіналіст Чемпіонату світу: 2006

### Індивідуальні
- Заслужений майстер спорту: 2005[5]
- Орден «За мужність» III ступеня: 2006[6]
- Медаль «За працю і звитягу»: 2009[7].